# Giovanni Sgambati
Giovanni Sgambati (Roma, 28 de mayo de 1841 - ibíd., 14 de diciembre de 1914) fue un compositor, pianista y director de orquesta italiano.

## Biografía
Giovanni Sgambati nació en Roma el 28 de mayo de 1841, hijo de padre italiano, que falleció siendo Giovanni muy joven, y madre inglesa. Recibió su primera educación en Trevi (Umbría), donde escribió alguna obra de música sacra y obtuvo experiencia como cantante y director. En 1860 se trasladó de nuevo a Roma y se propuso dar a conocer la mejor música alemana, en aquella época rechazada en Italia. La influencia y ayuda de Franz Liszt, que estaba en el país desde 1861, fue naturalmente la mayor ventaja para él y se dieron conciertos en los que Sgambati dirigió e interpretó el piano.
Sus composiciones de ese periodo (1864-1865) son un cuarteto, dos quintetos para piano, un octeto y una obertura. Dirigió la Sinfonía Dante de Liszt en 1866 y conoció la música de Richard Wagner por primera vez en Múnich, a dónde viajó en compañía de su profesor. De vuelta en Roma en 1869 fundó junto con Ettore Pinelli una escuela de música de cámara que sería el germen del Liceo Musicale di Santa Lucia. Su primer álbum de canciones fue publicado en 1870 (Schott Music) y su primera sinfonía se interpretó en el Palazzo del Quirinale en 1881; esta, así como un concierto para piano, interpretado en el curso de su primera visita a Inglaterra en 1882; y en su segunda visita, en 1891, dio su Sinfonia epitalamio a la Philharmonic.
En 1901 se interpretó en Roma su obra más extensa, una misa de réquiem. Sus numerosas obras para piano han obtenido un éxito permanente; pero su influencia en el gusto musical italiano ha sido quizás mayor que el mérito de sus composiciones, que, aunque a menudo poéticas y generalmente efectivas, son consideradas ligeras.
Falleció en Roma el 14 de diciembre de 1914.

## Obras

### Composiciones para orquesta
- Concerto per pianoforte e orchestra in sol minore, op. 10 (op.15 Schott)(1878-1880)
- Sinfonia No. 1 in re maggiore, op. 11 (op.16 Schott) (1880-1881)
- Sinfonia No. 2 in mi bemolle maggiore op.40 (1883-1885)
- Audi filia per coro e orchestra (1870)
- Epitalamio sinfonico (1887)
- Ouverture per Cola Di Rienzo di P.Cossa op.31 (1886)
- Ouverture Festiva op.36 (1879)
- Scherzo-Valzer a piena orchestra
- Marcia-Inno per grande orchestra
- Andante Solenne (Te Deum Laudamus) per organo e archi op.20 (op.28 Schott) (1890)
- Andante Solenne (Te Deum Laudamus) per archi e fiati op.20a (op.28a Schott) (1890)
- Andante Solenne (Te Deum Laudamus) per orchestra op.21 (op.28c Schott)(1890)
- Andante Solenne (Te Deum Laudamus) per grande orchestra op.21a (op.28d Schott)(1890)
- Introduction et etude brillante (Reveil des fees) op.41 da Emile-Racine-Gauthier Prudent, arrangiamento per orchestra d'archi (1910)

### Obras vocales con orquesta
- Audi filia per coro e orchestra (1870)
- Mottetto Versa est in luctum cythara mea per baritono, archi e organo op.27 (op.34 Schott) (1900)
- Mottetto Versa est in luctum cythara mea per baritono e organo op.27a (op.34a Schott) (1900)
- Mottetto Versa est in luctum cythara mea per baritono e orchestra op.27c (op.34c Schott) (1900)
- Libera me, Domine per il Requiem in do min. di Cherubini (1895)
- Messa da Requiem per baritono, coro, orchestra e organo (op. 38 Schott) (1897-1898)
- Messa da Requiem per baritono, coro, orchestra e organo con l'aggiunta del motteto op.27 (op. 38a Schott) (1897-1898)
- Messa da Requiem per baritono, coro, orchestra e pianoforte con l'aggiunta del motteto op.27 (op. 38b Schott) (1906)
- La sirène per mezzosoprano e orchestra

### Para coro
- Il tramonto per coro maschile op.49 (1889)
- Su, vola uccellino op.51 (1889)

### Para voz y piano
- 5 Canti op.1 (op.1 Schott) (1864)
- 10 Canti (op.2 Schott) (1872)
- 2 Canti op. 28 (1877 opp. 1874)
- 4 Canti op.14 (Schott op.19) (1876-84)
- Passiflora op.17 (Schott op.22) (1890)
- 4 Melodie liriche op.25 (Schott op.32) (1898)
- 4 Melodie op.28 (Schott op.35) (1897-98)
- Tout bas op.30 (Schott op.37) (1905)
- La mia stella op.52 (1891)
- Gavotta cantata Il faut aimer! Annette op. 55(anche per pianoforte solo) (1892)
- Lirica Rose (Schott op.41) (1909-10)
- Stornello Toscano Voi siete la più bella ragazzina op. 26 (1873)
- Separazione op.120
- Serenata op.122

### Música de cámara
- Nonetto per archi op.18 (1866)
- Quintetto No. 1 per pianoforte e archi in fa minore, op. 4 (1866)
- Quintetto No. 2 in si bemolle maggiore, op. 5 (prima del 1876)

- Andante cantabile dall'Op. 24 per violino e pianoforte

- Quartetto in do diesis minore, op.12 (Schott op.17) (1882)
- Quartetto in re minore op. 43 (1884)

- Andante cantabile dall' op. 24 per violino e pianoforte

- Due pezzi per violino e pianoforte, (op. 24 Schott) (1890)
- Impromptu per violino e pianoforte
- Gondoliera per violino e pianoforte, op.22 (op. 29 Schott) (1894)
- Ninna nanna per violino e pianoforte (1895)
- Andante Solenne (Te Deum Laudamus) per violino e pianoforte op.20b (op.28b Schott)(1890)
- Melodia dall'Orfeo ed Euridice atto I scena II, di C.W.Gluck per violino e pianoforte (1890)

### Composiciones para piano

#### Piano solo
- Notturno, op. 3 (1873)
- Preludio e fuga in mi bemolle minore, op. 6 (1876)
- Romanza senza parole (1878)
- 2 Studi da Concerto, op.7 (op. 10 Schott) (1880)
  1. in re bemolle maggiore
  2. in fa diesis minore
- Fogli Volanti, op. 8 (op. 12 Schott) (1880)
  1. Romanza in la bemolle maggiore
  2. Canzonetta in do minore
  3. Idillio in mi bemolle maggiore
  4. Marcia (Umoresca) in la bemolle maggiore
  5. Vecchio Castello in fa minore
  6. Adempimento in re bemolle maggiore
  7. Combattimento in la bemolle minore
  8. Campane a festa in re bemolle maggiore
- Gavotta in lab minore op.9 (op. 14 Schott) (1880)
- Gavotta in sol minore, versione facilitata op.9a (op. 14a Schott) (1880)
- Quattro Pezzi di seguito op. 13 (op. 18 Schott) (1872-82)
  1. Preludio in la bemolle minore
  2. Vecchio minuetto in re bemolle maggiore
  3. Nenia in mi bemolle minore
  4. Toccata in la bemolle maggiore
- 3 Notturni, op.15 (op. 20 Schott)
  1. in si maggiore
  2. in sol maggiore
  3. in do minore
- Suite in si minore, op. 16 (op. 21 Schott)
  1. Preludio in si minore
  2. Valzer in si minore
  3. Aria in si minore
  4. Intermezzo in mi maggiore
  5. Studio melodico in si maggiore
- 6 Pezzi Lirici op.18 (op. 23 Schott)
  1. Ricordare in mi maggiore
  2. Alla fontana in re bemolle maggiore
  3. Vox populi in fa minore
  4. Do-do in fa maggiore
  5. Ländler in mi maggiore
  6. Giga in mi maggiore
- Benedizione nuziale in la bemolle maggiore per organo op. 23 (op.30 Schott)
- Benedizione nuziale in la bemolle maggiore, versione per pianoforte op. 23a (op.30a Schott)
- Serenata dalla sinfonia n.1, riduzione per pianoforte op.11b (op.16b Schott)
- Notturno in re bemolle maggiore, op.24 (op. 31 Schott) (1897)
- Notturno in mi maggiore, op.26 (op. 33 Schott) (1897)
- 12 Melodie poetiche, op. 29 (op. 36 Schott)
- Tre Pezzi, (op. 42 Schott) (1909)
  1. Preludio
  2. Berceuse rêverie
  3. Melodia campestre
- 2 Piccoli pezzi
- 10 Fantasie Alpestri op.38 (1879-80)
- 3 Improvvisi op.56 (1892)
- Allegretto con moto in si minore (1886)
- Boîte à Musique (Badinage) in re bemolle maggiore op.77
- Gondoletta op.60 (1894)
- Mélodia-Improvviso op.96
- Studio Trionfale op.81
- Mestizia in fa diesis minore op.97
- Musica per concorso di pianoforte, due studi
- Notturno in si maggiore op.35 (1878)
- Preludio e toccata (1863?)
- Preludio in sol maggiore op.16 (1863)
- Presentimento in la bemolle maggiore op.102
- Romanza in la maggiore op. 37 (1878)
- Romanza in fa maggiore op.11 (1861)
- Scherzo in mi maggiore op.106 (1867)
- Serenade valsée in la bemolle maggiore op.121
- Serenatina (1906)
- Trascrizione della Canzone lituana di Chopin op.74 n.16 in fa maggiore (1892)
- Trascrizione di un Minuetto di Beethoven dal trio per archi op.3, in Sol bemolle maggiore (1909)
- Variazione per un concerto di Remey
- Vals minuscole
- Vals melanconique
- Valzer brillante in mi maggiore
- Allegro vivace (frammento)
- Improvvisando (frammento)
- Rapsodia (frammento)
- Scherzo in re minore (frammento) (1867)
- Toccata
- Ballata (incompiuta)
- Gavotta Il faut aimer! Annette
- L'Emir De Bengador musica della principessa Lise Troubetzkoi, riduzione

#### Piano a cuatro manos
- Tre pezzi op.19 (1866)
- Marcia Inno o marcia trionfale, riduzione Op.22 (1870)
- Scherzo dal Quartetto Op. 17 (trascrizione di Engelbert Humperdinck)
- Concerto per pianoforte e orchestra in sol minore, riduzione per due pianoforti op. 10a (op.15a Schott)(1878-1880)
- Sinfonia No. 1 in re maggiore, riduzione op. 11a (op.16a Schott) (1880-1881)
- Die Ideale da Franz Listz R 423 S106, arrangiamento (1879)